# Janez Debelak
Janez Debelak, slovenski smučarski skakalec in trener, * 19. marec 1968, Braslovče.
Debelak je v svetovnem pokalu debitiral 25. januarja 1987 v Saporu, kjer je s sedmim mestom dosegel najboljšo uvrstitev v karieri. V svoji najboljši sezoni 1988/89 je dosegel enajsto in dvanajsto mesto v Thunder Bayu, deseto mesto v Saporu, 19. mesto v Garmisch-Partenkirchnu, 20. mesto v Innsbrucku in 30. v Bischofshofnu. Točke je osvojil še 3. marca 1990 v Lahtiju s 26. mestom in zadnjič 1. januarja 1991 v Garmisch-Partenkirchnu, ko je zasedel 27. mesto. V svetovnem pokalu je zadnjič tekmoval 2. decembra 1991 v Thunder Bayu, ko je zasedel 44. mesto. Na svetovnih prvenstvih je nastopil v letih 1989 in 1991. Leta 1989 je zasedel 38. na veliki skakalnici, leta 1991 pa 40. mesto na veliki skakalnici.
Tudi njegov brat Matjaž Debelak je nekdanji smučarski skakalec.
Od leta 2015 je glavni trener Kazahstanskih smučarskih skakalcev. 